# Andreas Kretzschmer
Franz Johann Karl Andreas Kretzschmer (* 1. November 1775 in Stettin; † 5. März 1839 in Anklam) war ein deutscher Jurist, geheimer Kriegsrat, Komponist, Musikwissenschaftler und Volksliedforscher. Sein volkskundliches Hauptwerk, die Volksliedersammlung von 1838/40, veröffentlichte er unter der Namensform A. Kretzschmer; in einem modernen Reprint von 1969 ist diese Namensform fälschlich zu August Kretzschmer aufgelöst.

## Leben
Andreas Kretzschmer zeigte schon von Jugend an eine große Neigung zur Musik. Trotzdem studierte er auf Wunsch seines Vaters, eines Regierungsrats, in Berlin Rechtswissenschaft und wurde anschließend in seiner Heimatstadt Stettin Justizkommissar. Als die Stadt während der Koalitionskriege für einige Jahre in französische Hand fiel, machte sich Kretzschmer durch seine Loyalität zu Preußen verdient und wurde dafür mit dem Eisernen Kreuz und dem Titel eines Geheimen Kriegsrats belohnt. Später war er auf Wunsch des preußischen Kronprinzen und späteren Königs Friedrich Wilhelm IV. damit betraut, „die noch vorhandenen Ueberreste des Mittelalters in der Provinz Brandenburg und besonders in deren geistlichen noch existirenden oder aufgehobenen geistlichen Anstalten zu untersuchen und darüber Bericht zu erstatten“. In Berlin verkehrte er mit Friedrich August Wolf, Carl Maria von Weber und Friedrich Zelter. Er übersetzte Texte von Lord Byron und veröffentlichte mehrere selbstkomponierte Lieder. 1825 legte er seine Stelle als Regierungsrat nieder und wirkte als Justizbeamter zunächst in Halberstadt, danach in Anklam. 1835 ging er nach einem Schlaganfall in Pension und widmete sich fortan ausschließlich literarischen und musikalischen Arbeiten sowie der Volksliedforschung. Er hegte den Plan, eine vollständige Sammlung deutscher Volkslieder herauszugeben, doch konnte er zu seinen Lebzeiten nur den ersten Band Deutsche Volkslieder mit ihren Original-Weisen mit 317 Volksliedern veröffentlichen, der unter Mitarbeit von Hans Ferdinand Maßmann, Anton Wilhelm von Zuccalmaglio und anderen zwischen 1838 und 1840 in acht Heften erschien. Nach Kretzschmers Tod gab Zuccalmaglio unter Mitarbeit von Eduard Baumstark „als Fortsetzung des A. Kretzschmer’schen Werkes“ einen zweiten Band heraus. Beide Bände standen bald in der Kritik, die Quellen nicht ausreichend zuverlässig auf ihre Echtheit hin geprüft zu haben.

## Werke
- Ideen zu einer Theorie der Musik. Löfflersche Buchhandlung, Stralsund 1833 (Digitalisat).
- Deutsche Volkslieder mit ihren Original-Weisen. Unter Mitwirkung des Herrn Professor Dr. Maßmann in München, des Herrn von Zuccalmaglio in Warschau, und mehrerer anderer Freunde der Volks-Poesie nach handschriftlichen Quellen herausgegeben und mit Anmerkungen versehen. Erster Theil (in 8 Heften). Vereins-Buchhandlung, Berlin 1838–1840, in einem Band 1840 (Digitalisat in der Deutschen Digitalen Bibliothek / Digitalisat).
- Deutsche Volkslieder mit ihren Original-Weisen. Unter Mitwirkung des Herrn Professor E. Baumstark und mehrerer anderer Freunde der Volks-Dichtung, als Fortsetzung des A. Kretzschmer’schen Werkes gesammelt und mit Anmerkungen versehen von Anton Wilhelm von Zuccalmaglio. Zweiter Theil. Vereins-Buchhandlung, Berlin 1840 (Digitalisat).

Ferner musikalische und historische Aufsätze in verschiedenen Zeitungen und Zeitschriften.